# Enquête dans l'impossible
Pour plus de détails, voir Fiche technique et Distribution.
Enquête dans l'impossible (Man on a Swing) est un film américain réalisé par Frank Perry, sorti en 1974. Le film a été en compétition au Festival international du film fantastique d'Avoriaz 1975.

## Fiche technique
- Titre original : Man on a Swing
- Titre français : Enquête dans l'impossible
- Réalisation : Frank Perry
- Scénario : David Zelag Goodman (en)
- Photographie : Adam Holender
- Musique : Lalo Schifrin
- Costumes : Ruth Morley
- Pays d'origine : États-Unis
- Genre : thriller
- Durée : 110 minutes
- Date de sortie : 1974

## Distribution
- Cliff Robertson : Lee Tucker
- Joel Grey : Franklin Wills
- Dorothy Tristan : Janet Tucker
- Elizabeth Wilson : Dr Anna Willson
- George Voskovec : Dr Nicholas Holnar
- Peter Masterson : Willie Younger
- Lane Smith : Ted Ronan
- Christopher Allport : Richie Tom Keating
- Gil Gerard : Donald Forbes
- Alice Drummond : Mme Dawson
- Josef Sommer : Pete Russell
- Penelope Milford : Evelyn Moore
- Richard Venture : un client du motel
- Nicholas Pryor : Paul Kearney